# Cauloramphus symetrica
Cauloramphus symetrica is een mosdiertjessoort uit de familie van de Calloporidae. De wetenschappelijke naam van de soort is voor het eerst geldig gepubliceerd in 1981 door Yang & Lu.